# Praxeliinae
Praxeliinae - también con la grafía Praxelinae -  es una subtribu perteneciente a la subfamilia Asteroideae dentro de las asteráceas.

## Descripción
Las especies de esta subtribu son hierbas o subarbustos más o menos erectos o bien rastreros, anuales o perennes. Las hojas caulinares son opuestas, ovadas, oblongas o lineales y a veces divididas o/y dentadas. Las inflorescencias consisten en cabezuelas sueltas que forman corimbos o panículas. Rara vez son monocéfalas. Los tallos son generalmente largos y erectos. El involucro se compone de brácteas subimbricadas caducas. El disco comporta solamente flósculos. Los frutos son aquenios,  biconvexos o prismáticos, con 2-5 costillas longitudinales y con vilano. Este último se compone de varios pelos uniseriados, a veces intercalados con 5-8 pequeñas cerdas. Puede estar reducido a pequeñas cerdas desiguales.

## Distribución
Se distribuye exclusivamente por las zonas tropicales y subtropicales del Nuevo Mundo, especialmente de Brasil.

## Géneros
La subtribu comprende 7 géneros con unas 190 especies.
| Géneros                             | N. especies                                              | Distribución                                               |
| ----------------------------------- | -------------------------------------------------------- | ---------------------------------------------------------- |
| Chromolaena DC., 1836               | circa 165 spp.                                           | zona tropical y subtropical del Nuevo Mundo                |
| Eitenia R.M. King & H. Rob., 1974   | 2 spp.                                                   | Brasil                                                     |
| Eupatoriopsis Hieron., 1893         | 1 sp. (E. hoffmanniana Hieron. )                         | Brasil                                                     |
| Lomatozona Baker, 1876              | 4 spp.                                                   | Brasil                                                     |
| Osmiopsis R.M. King & H. Rob., 1975 | 1 sp. (O. plumerii (Urban & Ekman) R.M. King & H. Rob. ) | Haití                                                      |
| Praxeliopsis G.M. Barroso, 1949     | 1 sp. (P. mattogrossensis G.M. Barroso )                 | Brasil                                                     |
| Praxelis Cass., 1826                | 16 spp.                                                  | Sud América (una especie naturalizada en Asia y Australia) |

## Algunas especies

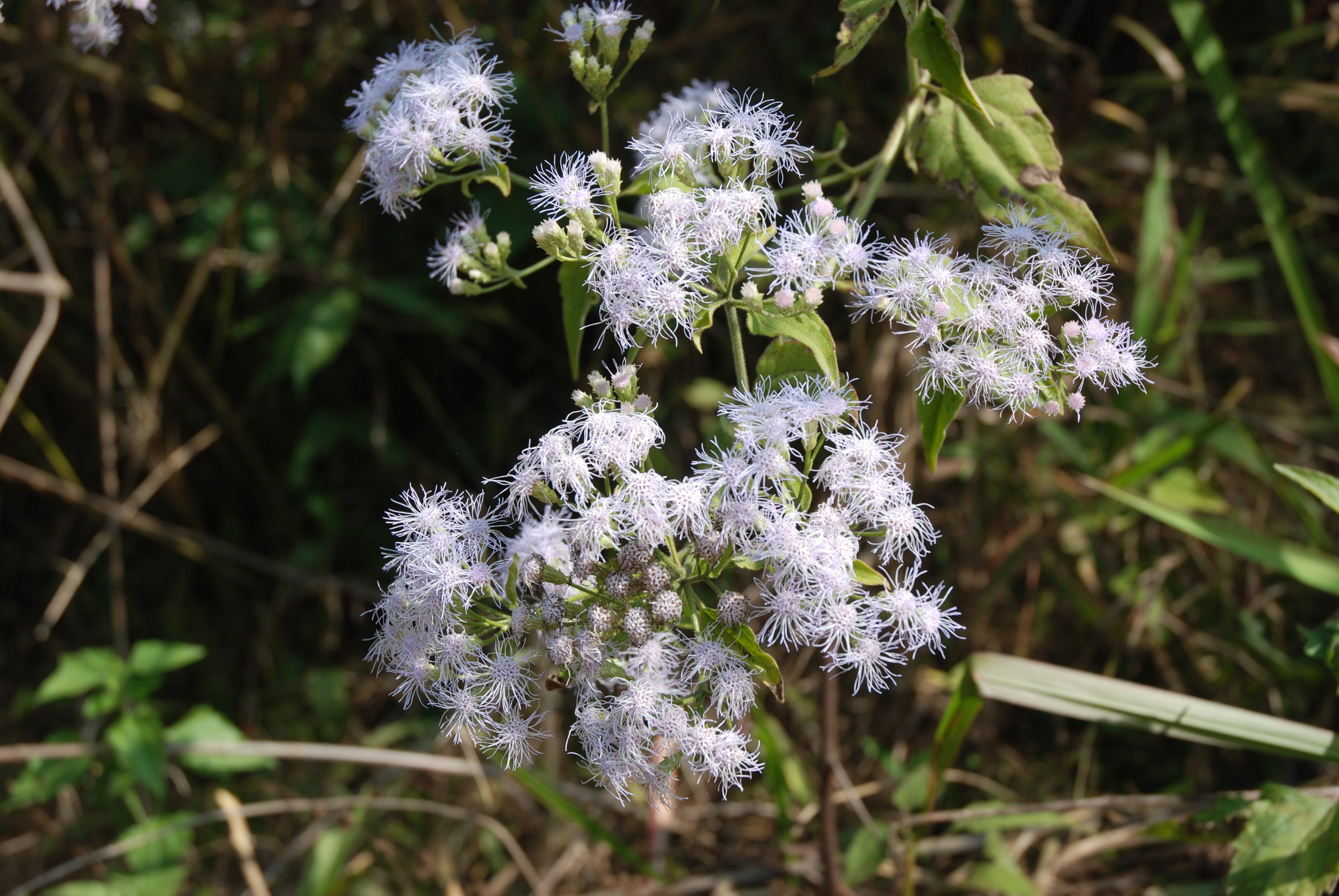
Chromolaena odorata
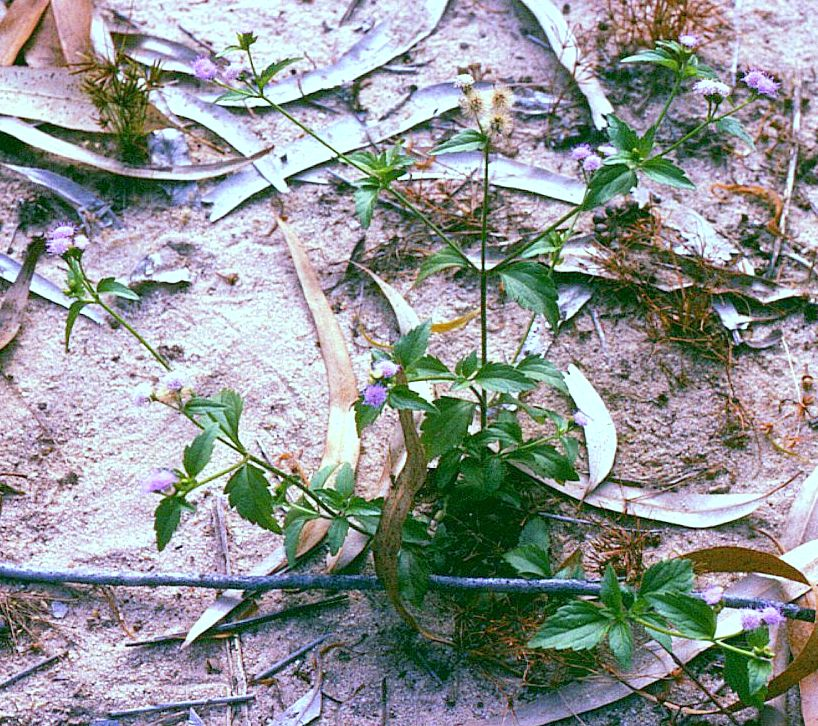
Praxelis clematidea